# Die rote Krone
Die rote Krone (russisch Красная корона, Krasnaja korona) ist eine Kurzgeschichte des sowjetischen Schriftstellers Michail Bulgakow, die am 22. Oktober 1922 in der russischsprachigen Literaturzeitschrift Nakanune in Berlin erschien.

## Inhalt
Der 29-jährige Ich-Erzähler schlussfolgert, es kann nicht anders sein – er ist verrückt. Denn wenn sein 19-jähriger toter Bruder Kolja zu ihm kommt, die rote Krone trägt und mit blutverschmierten Lippen zu ihm spricht, dann geht seine Einlieferung in Zimmer 27 in Ordnung und das „Hoffnungslos“ der Arzthelferin charakterisiert seinen gegenwärtigen Zustand doch wohl zutreffend.
Kolja war in einer Schwadron dem General gefolgt. In Berdjansk wurde ein Arbeiter an der Laterne aufgeknüpft, weil er den Bolschewiki angehörte.
Der Ich-Erzähler, auf der Suche nach dem Bruder Kolja, hatte diesen für die Weißen kämpfenden Freiwilligen hinter Berdjansk gefunden. Kolja war durch einen Granatsplitter so schwer verwundet worden, dass der Arzt nicht mehr helfen konnte.

## Verfilmung
- 1990 Sowjetunion, 5. Kanal (Lentelefilm), Geschichte einer Krankheit[2], TV-Film von Alexei Prasdnikow.

## Rezeption
Schröter erwähnt den autobiographischen Textcharakter. Bulgakows beide Brüder hätten während des Bürgerkrieges als Freiwillige unter General Denikin gedient und hätten bis 1922 als vermisst gegolten. Die Geisteskrankheit des Erzählers sieht Schröter durch die Schuld verursacht, die dieser als älterer Bruder, der die jüngeren nicht beschützen konnte, auf sich geladen habe.

## Deutschsprachige Ausgaben
Verwendete Ausgabe:
- Die rote Krone. Historia morbi. Aus dem Russischen von Thomas Reschke. S. 158–164, in Ralf Schröder (Hrsg.): Bulgakow. Die rote Krone. Autobiographische Erzählungen und Tagebücher. Volk & Welt, Berlin 1993. (Gesammelte Werke. 5.) ISBN 3-353-00944-2